# Romaria de Nossa Senhora da Boa Nova (Terena)

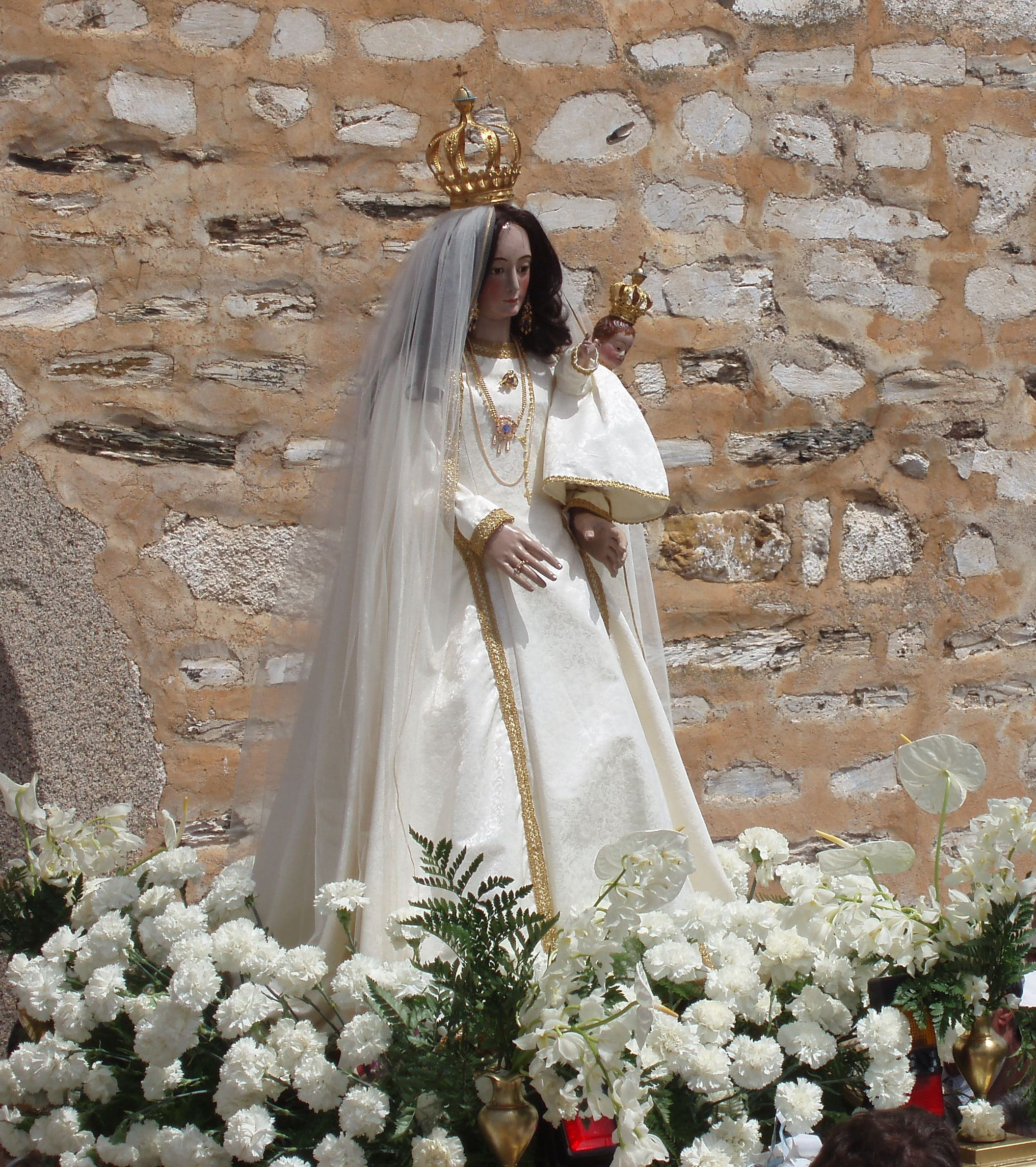
Um aspecto da Procissão da Romaria de Nossa Senhora da Boa Nova de Terena.

A Romaria de Nossa Senhora da Boa Nova ocorre na vila de Terena, Município de Alandroal, distrito e arquidiocese de Évora, sendo organizada pela Confraria de Nossa Senhora da Boa Nova. A romaria é de origem bastante antiga, tendo como centro o Santuário de Nossa Senhora da Boa Nova, que já existia, com nome de Santa Maria de Terena, no século XIII. No século XVI teve o nome de Nossa Senhora dos Prazeres, sendo que a invocação actual (Senhora da Boa Nova), já aparece documentada no século XVIII. O culto mariano neste local é bastante antigo (talvez o mais antigo do país a sul do Tejo), exprime a exaltação de Maria aquando da Ressurreição de seu Filho, Jesus, daí que a romaria ocorra oito dias após a Páscoa (Domingo e Segunda-Feira de Pascoela). A romaria tem como pontos altos a procissão de velas do Domingo de Pascoela, quando a imagem da Virgem é conduzida para a Igreja Matriz de São Pedro de Terena, nela ocorrendo o chamado Encontro (entre as imagens de São Pedro, padroeiro da freguesia, e da Senhora da Boa Nova). O dia maior da festa é Segunda-Feira de Pascoela (feriado municipal no concelho de Alandroal), quando ocorre a Procissão solene de regresso ao Santuário, percorrendo as ruas do centro histórico de Terena. Paralelamente às festividades religiosas (que são o coração da romaria),a confraria organiza ainda uma série de acontecimentos (bailes, garraiadas, leilão das oferendas, etc.), que decorrem nos dias da festa, no recinto do Santuário e no centro da vila.